# Ti102
Ti102 – parowóz towarowy pruskiej serii G 54 produkowany w latach 1901–1910. 

## Historia
Począwszy od 1901 roku fabryka Union produkowała dla Państwowych Kolei Pruskich parowozy towarowe. Wyprodukowano 767 lokomotyw dla kolei pruskich. 278 lokomotyw pruskich zostało następnie przejętych przez koleje niemieckie.